# Bilbil jezik
Bilbil jezik (bilibil, ISO 639-3: brz), austronezijski jezik sjeverne novogvinejske skupine, kojim govori 1 250 ljudi (2003 SIL) na novogvinejskoj obali, južno od grada Madang, u provinciji Madang, Papua Nova Gvineja.
Zajedno s jezicima gedaged [gdd], matukar [mjk] i takia [tbc] pripada sjevernoj podskupini pravih bel jezika. 

## Vanjske poveznice
- Ethnologue (14th)
- Ethnologue (15th)